# 주난정
주난정(일본어: 仲南町)은 일본 가가와현에 있던 정이며, 나카타도군에 속했다. 2006년 3월 20일 고토나미정, 만노정과 합병해 만노정이 되었다.

## 지리
가가와현의 거의 중앙에 위치하고 있었다.

## 역사
- 1955년 4월 1일 - 나가타도군 시치카촌, 소고촌이 신설합병해, 주난촌이 되었다.
- 1970년 1월 1일 - 정으로 승격해, 주난정이 되었다.
- 2006년 3월 20일 - 나가타도군 고토나미정, 만노정과 신설합병해, 주난정이 성립하였다, 동일 주난정은 폐지되었다.

## 교통

### 철도
- 시코쿠 여객철도 도산 선

### 도로
- 국도 제32호선
- 국도 제377호선 (일본)(일본어판)

## 참고 문헌
- 角川日本地名大辞典編纂委員会, 『角川日本地名大辞典 43 香川県』, 1985, 角川書店